# 大氣折射

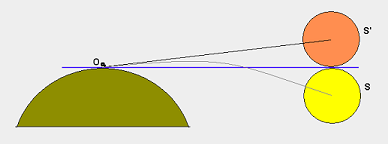
顯示太陽在日出和日落時位移的圖。

大氣折射（又稱：蒙氣差（蒙氣即行星的大氣）、折光差）即原本直線前進的光或其它電磁波在穿越大氣層時，因為空氣密度隨著高度變化所產生的偏折。這種折射是光通過空氣時因為密度的增加使速度降低（折射率增加）。大氣折射在近地面時會產生海市蜃樓，讓遠方的物體出現或蕩漾，和非幻覺的升高或降低，伸長或縮短。這個詞也適用於聲音的折射。無論是天體或地面上物體位置的測量都需要考慮大氣折射。
對天文或天體的折射，導致天體在天空中的位置看起來比實際為高。大地折射通常導致物體出現在比實際高的位置上，然而在靠近地面的空氣被加熱的下午，光線的曲折向上會使物體看似出現在比實際位置低的地方。
折射不僅影響可見光，還包括所有的電磁波，然而在程度上不盡相同（見光的色散）。例如在可見光，藍色受到的影響大於紅色。這會對天體光譜在展開時的高解析圖像造成影響。  
只要有可能，天文學家會安排在天體在天空中接近高度最高的頂點時才要觀測。同樣的，水手也不會觀測一顆高度低於20°或更低恆星的位置。如果不能避免靠近地平線的觀測，有可能使用具有修正系統，以彌補這種折射造成的影響。如果色散也是一個問題（如果是寬頻的高解析觀測），大氣折射可以使用成對的旋轉玻璃稜鏡處理掉。但是當大氣折射的總量是溫度梯度、溫度、壓力和濕度（特別是在中紅外波長時的水蒸氣總量）的函數時，成功補償這些修正量的工作可以讓人為之望而卻步。另一方面，測量師經常都會將他們的工作安排在下午折射程度最低的時候。
在有很強的溫度梯度、大氣不均勻和空氣動盪的時候，大氣折射會變得很嚴重。這是造成恆星閃爍和日出與日落時太陽各種不同變形的原因。

## 天文折射
作為一個點光源，天文折射影響到天體的角位置，而經由不同的折射，會影響太陽、月亮、和其它天體的外觀形狀。

## 進階讀物
- Filippenko, A. V. . Publ. Astron. Soc. Pac. 1982: 715–721. Bibcode:1982PASP...94..715F. doi:10.1086/131052.
- Hirt, C.; Guillaume, S.; Wisbar, A.; Bürki, B.; Sternberg, H. . Journal of Geophysical Research (JGR). 2010, 115: D21102  [May 5, 2012]. Bibcode:2010JGRD..11521102H. doi:10.1029/2010JD014067. （原始内容存档于2016-09-12）.
- Nener, Brett D.; Fowkes, Neville; Borredon, Laurent, , J. Opt. Soc. Am., 2003, 20 (5): 867–875, Bibcode:2003JOSAA..20..867N, doi:10.1364/JOSAA.20.000867*Thomas, Michael E.; Joseph, Richard I.,  (PDF), Johns Hopkins Apl. Technical Digest, 1996, 17: 279–284  [2014-12-08], （原始内容存档 (PDF)于2015-09-19）
- Wang, Yu, , Jet Propulsion Laboratory, 20 March 1998, hdl:2014/19082

## 外部連結
- Astronomical Refraction（页面存档备份，存于）—Andrew T. Young